# Deutsche Beachhandball-Meisterschaften 2011
Die Deutsche Beachhandball-Meisterschaft 2011 waren die 13. offiziellen und einschließlich dreier inoffizieller die 16. Meisterschaften im Beachhandball. Sie wurde vom Deutschen Handballbund ausgerichtet.
Die Teilnehmer der Meisterschaft qualifizierten sich dafür über eine vorgeschaltete Reihe von Turnieren, der DHB-Beachhandball-Masters-Serie, in der je nach Erfolgen Punkte gesammelt werden konnten und waren auch selbst Teil der Masters-Serie. Am Ende qualifizierten sich jeweils zehn Frauen- und Männermannschaften für die Spiele am 16. und 17. Juli des Jahres. Austragungsort war das Stadion am Meer in Cuxhaven-Duhnen. Organisiert wurde die Veranstaltung, die etwas durch den Umbau der Strandpromenade eingeschränkt war, vom Vorsitzenden des Beach-Sport-Vereins Nord-West, Wolfgang Sasse, der zu dieser Zeit zugleich auch DHB-Referent für den Beachhandball war, fungierte als Organisator der Deutschen Meisterschaften. Er nahm auch gemeinsam mit dem DHB-Vizepräsidenten Wolfgang Gremmel die Siegerehrung vor. Mit den Bumblebee Wildeshausen gewann auch eine Mannschaft des Beach-Sport-Vereins Nord-West den Titel bei den Frauen, mit den Varel Dynamits bei den Männern eine weitere Mannschaft aus der Region den Titel bei den Männern.
Es waren die letzten Meisterschaften, bevor sich der DHB trotz des Erfolges, der fortschreitenden sportlichen Qualitätssteigerung und des Zuspruchs seitens der Zuschauer mehrere Jahre aus der Förderung des Beachhandballs zurückzog und auch die Organisation der Meisterschaften nicht mehr übernahm, die dann privat organisiert werden musste.
| Frauen Details | Cuxhaven Stadion am Meer | Bumblebee Wildeshausen | 2:1 | Wesernixen Bremen      | BonnBons Bonn/Gummersbach |  | Wattwürmchen Hamm   |
| Männer Details | Cuxhaven Stadion am Meer | Varel Dynamites        | 2:1 | BHC Sand Devils Minden | Beachbrothers Möllbergen  |  | Sandelfen Burscheid |